# Toshiaki Ishizuka
Pour les articles homonymes, voir Ishizuka.
Toshiaki 'Toshi' Ishizuka (en japonais : 石塚俊明, 2 février 1950) est un batteur japonais.
Il fut le batteur du premier groupe nippon de rock engagé, Zunou Keisatsu (également connu sous le nom de Brain Police, à ne pas confondre avec le groupe américain du même nom). Il fut batteur pour Kazuki Tomokawa et avec Kan Mikami et Keiji Haino, ils forment le groupe Vajra. Il fait également partie du groupe d'ambient Cinorama.
Son dernier album, sorti en 2006 sur P.S.F. Records, s'appelle Drum Drama.

## Discographie

### Solo
- Kaze no Yami, 1991.
- Red Night, 1999 (sur le label P.S.F. Records).
- Drum Drama, 2006 (sur le label P.S.F. Records).

### Avec Cinorama
- Three Lies and Ding at 5 O'clock  (sur le label P.S.F. Records).

### Avec Vajra
- TSUGARU (sur le label P.S.F. Records).

### Collaborations
- Jokers (avec Hiroshi Na au chant, à la guitare et pour les chœurs, Yohkai Takahashi à la basse et pour les chœurs, Toshiaki Ishzuka assurant les parties percussion, batterie ainsi que les chœurs) sorti sur le label P.S.F. Records.
- Shinshi-no-Yuuutsu avec Kan Mikami (sur le label P.S.F. Records).
- Hitori Bon-Odoli avec Kazuki Tomokawa sorti sur le label P.S.F. Records (1995).
- Itsuka, toku mite ita avec Kazuki Tomokawa sorti sur le label P.S.F. Records (2004).
- Live 2005 Osaka Banana Hall avec Kazuki Tomokawa, sorti sur le label P.S.F. Records (2005).
- musen/izu avec le groupe SANJAH (composé de Kan Mikami et Masayoshi Urabe), sorti sur le label P.S.F. Records.
- Fukon avec Kan Mikami, Shin He Yon et Michihiro Satoh, sorti sur le label P.S.F. Records.